# Pseudoporrhomma
Pseudoporrhomma és un gènere monotípic de la subfamília Erigoninae, dins de la família dels linífids. Conté una única espècie, Pseudoporrhomma maritimum .
Fou descrita per primera vegada per Kiril Ieskov l'any 1993, i és un endemisme que només s'ha trobat a Rússia.